# Dagorlad
Dagorlad es una localización ficticia que forma parte del legendarium creado por el escritor británico J. R. R. Tolkien y que aparece en sus novelas El Silmarillion y El Señor de los Anillos. El nombre es sindarin y se puede traducir como «llano de la batalla», compuesto por dagor («batalla») y lad («llano»).

## Geografía
La amplia llanura sin árboles llamada Dagorlad, se ubicaba justo al norte de la Puerta Negra de Mordor, al noreste de la tierra pantanosa conocida como la Ciénaga de los Muertos y sobre la llanura de las Tierras de Nadie. 
Se caracterizaba, a finales de la Segunda Edad del Sol y durante la Tercera, por ser una tierra totalmente desierta, sin ninguna vegetación, ni siquiera «esa vegetación leprosa que se alimenta de la podredumbre». Cubierta de los sedimentos vomitados por el volcán Orodruin y bajo un sol implacable que sólo se oscurecía con los humos de Mordor, antes de la construcción de Barad-dûr debió ser un soleada tierra repleta de vegetación y bastante húmeda, quizá por los efectos del mar de Rhûn sobre esa región.

## Historia
En el año 3434 S. E., en el llano tuvo lugar una batalla, que se llamó Batalla de Dagorlad y en la que la Última Alianza entre elfos y hombres venció al ejército de Sauron. En esa batalla cayeron Amdír, rey de los elfos de Lothlórien, y Oropher, rey de los elfos del Bosque Verde.
Durante la Tercera Edad del Sol, también fue escenario de dos batallas:
- La primera en 1899 T. E., cuando el rey Calimehtar de Gondor derrotó a los aurigas.
- La segunda en 1944 T. E., cuando, por el contrario, el rey Ondoher fue derrotado y pereció en Dagorlad.

Frodo Bolsón, Samsagaz Gamyi y Gollum cruzaron parte de llanura, tras pasar la ciénaga, hacia Mordor. 

Habían llegado a la desolación que nacía a las puertas de Mordor: ese monumento permanente a los trabajos sombríos de muchos esclavos, y destinado a sobrevivir aun cuando todos los esfuerzos de Sauron se perdieran en la nada.